# Dinguiraye
Dinguiraye è un comune (in francese sous-préfecture) della Guinea, parte della regione di Faranah e della prefettura di Dinguiraye.

## geografia
Dinguiraye sorge sul fiume Tinkisso, affluente di sinistra del Niger.

## Storia

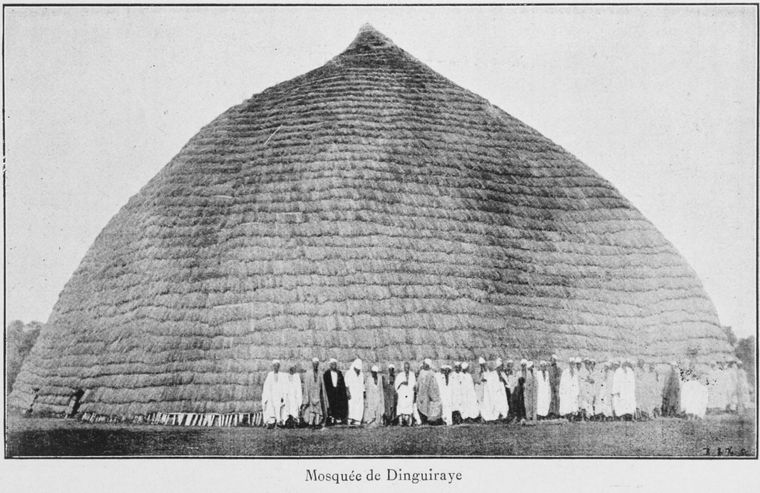
La moschea di Dinguiraye nel 1900.

La città e la sua moschea rivestono un'importanza storica particolare: Al-Ḥāǧǧ ʽUmar Tall vi fondò l'Impero Toucouleur e ne fece inizialmente la sua capitale. Egli costruì anche la grande moschea della città e la città servì da base per la sua jihad del 1850.